# Heterosquilla tricarinata
Heterosquilla tricarinata is een bidsprinkhaankreeftensoort uit de familie van de Tetrasquillidae. De wetenschappelijke naam van de soort is voor het eerst geldig gepubliceerd in 1871 door Claus.